# Gogoro Network

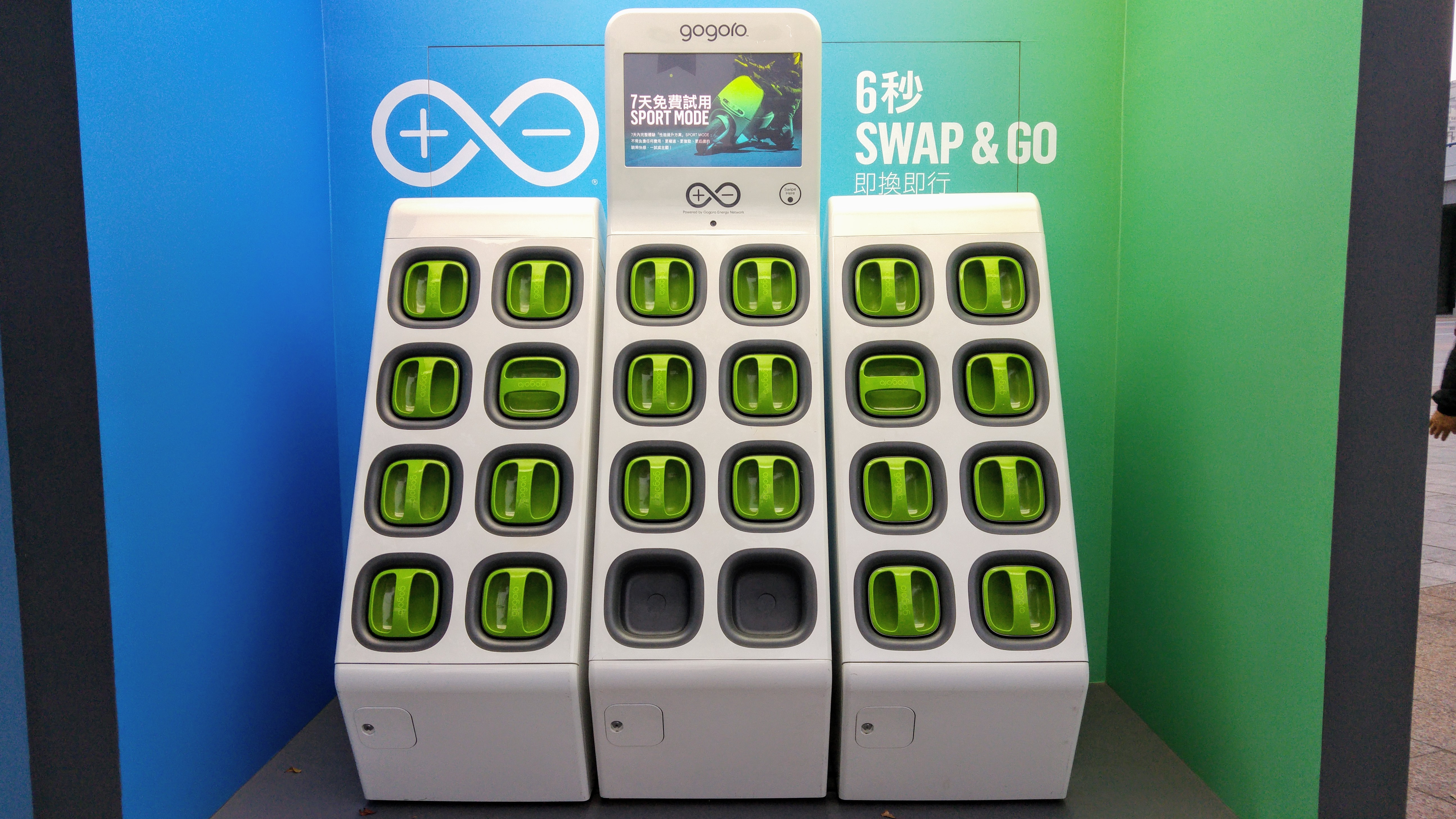
GoStation機台，為Gogoro Network中的重要成員，是Gogoro與顧客的主要接觸地點

Gogoro Network（前名：Gogoro Energy Network）由英屬開曼群島商睿能新動力股份有限公司營運，是一套由Gogoro App、Gogoro智慧電池、GoStation電池交換站、GoCharger智慧電池快充座、GoCharger Mobile隨車電池充電器所組成的能源網路，管理旗下所有設備運作狀況。
Gogoro Network聲稱其應用AI，搭配機器學習、大數據規劃、雲端管理於電池的資料分析及GoStation的充放電管理，能夠更有高效的預測駕駛行為、精確調配每個電池與模組、以及依照電網負載情形主動調整充電模式，在用電尖峰時段降低充電速度，僅在需要時充電；而在離峰時段，回復正常速度充電，能夠在不顯著增加電網負擔下，滿足使用者需求，被Gogoro稱為使用AI顛覆能源革命的SMARTGEN（智慧電網）。

## 電池

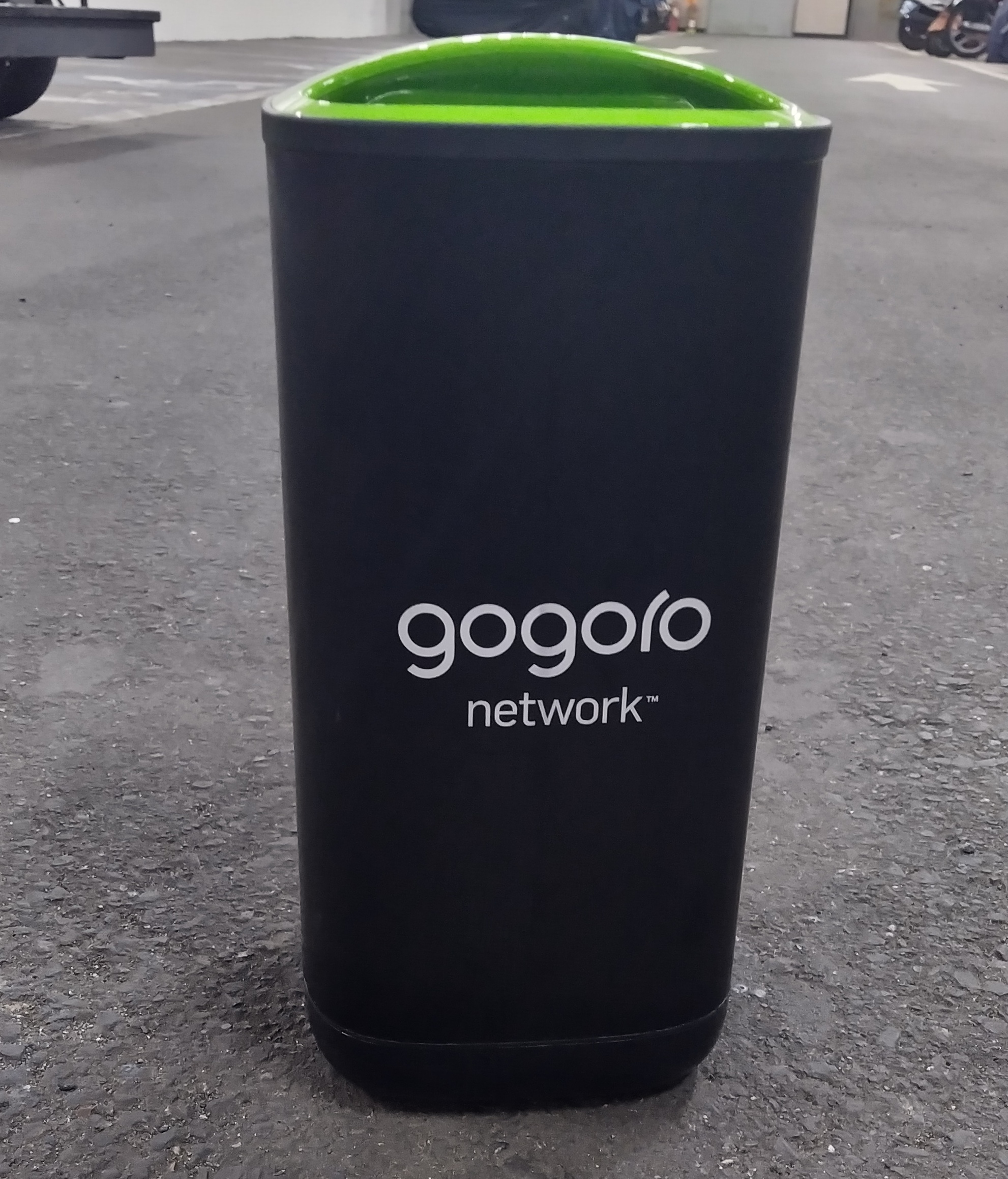
基本型電池外觀

Gogoro的Smart Battery系列，由頂部綠色提把、30個感應器、電腦系統、21700鋰離子電池、NFC模組及BMS系統組成。單個重量約9.8到10.2公斤之間，以黑色鋁合金外殼包覆，印有「Gogoro Network」字樣，具有IPX7防水能力，電極接頭經鍍銀處理。Gogoro智慧電池透過底部的NFC模組與Smartscooter、GoStation、GoCharger進行認證、資料交換、車輛資料的採集。
Gogoro系統還沒有三枚以上電池的車款，目前雖然有單電池方案，但僅限單電車款，對於雙插座的車款，仍必須成對使用電池，不能只選擇插入一顆電池使用的方案，例如甲組的A僅能搭配甲組的B，而不能搭配乙組的B，藉此保證同一組的電池放電能力、衰退程度相近；但是，不代表一定就是兩兩成對，也不是MNG000001僅能搭配MNG000001，目前流通在Gogoro Network的智慧電池中能取得MNG000001搭配MNG000002的電池組，顯示兩者的電力性能相近。
2017年下半年，許多使用者反映Gogoro電池發生漏蠟情形，Gogoro官方隨後部屬新版電池至Gogoro Energy Network，將電池下半部無「With Panasonic Cells」字樣、綠色提把的Gogoro字樣由印刷改為凹刻樣式、高度因頂部護蓋與鋁合金外殼接合處新增一圈膠條而些微增高的新版電池部署至Gogoro Energy Network。然而在2018年4月時仍有車主反映新版電池的漏蠟情形，現時流通的新版電池中仍有部分型號是MNG000001，而不是全部都為MNG000002。第三代電池則是稍微變重，也換成了21700電池使得電量提升約3成左右，並有投放雷雕特殊款，更換時可以獲得徽章。第四代採用固態電池組，續電量突破2度，目前仍在研發中。
中華民國經濟部國產化的政策下，稱要求購車補助原則以國產電池為標準，若業者未依法採用「國產電池」，政府將不再給予購車補助。Gogoro宣布開始進行電池自產化的準備，內部正在測試性能中，且保證與Panasonic電池效能一樣才會採用，預計2017年底前完成。Gogoro至今仍未宣布開始使用本地製造電池。
2022年2月23日，Gogoro Network宣布第100萬顆Gogoro Network智慧電池生產下線，因此也推出「第100萬顆紀念版智慧電池」（該顆電池有特殊外觀），預計於3月中旬正式投放在台灣。

### 安全
Gogoro電池通過9.5噸擠壓測試、電極接點插拔15000次測試，擁有CNS/IEC/UL 2271認證，是世界首個通過此三認證的電動機車電池。Gogoro內部曾針對Gogoro智慧電池受到高速撞擊後的安全性進行測試，確保在時速100公里撞擊後，事故相關處理人員不會受到電擊，能夠取出Gogoro智慧電池。
Smart Battery在資訊安全保護機制上採用NFC無線通訊方案，有防止誤操作、去除資料接點的優點，在未經認證前也不會進行充放電，能夠有效防止觸電及惡意破解，但有時會因NFC感應不良而導致車輛運作異常。電池會記錄車輛的相關資訊，在認證配對尚未成功之前並不會進行放電，這也成為防止車輛遭竊的利器。若車輛不幸遭竊，Gogoro能利用能源網路的優勢，在記錄到失竊車輛的換電紀錄時，透過站體的鏡頭拍攝並提供警方線索，也不會釋出新的電池，逼迫竊賊棄車。因為Gogoro智慧電池中已寫入車輛資訊，即便兩輛車對調電池，也無法啟動。
Gogoro以安全性為由犧牲空間，將電池置於車廂中，而非置於腳踏板下方，稱其在安全性能與運動性能間取得最佳平衡。

### 設計
Gogoro設計團隊曾表示，電池最早是正方體。後來考量蓄電力與重量平衡後換為長方體，Gogoro電池裡面塞的電芯共有三層模組。底部電極設計為環狀，內圈正極，外圈負極，因此能夠不限方向將電池置入GoStation、Smartscooter、GoCharger。Gogoro智慧電池最外圈則有四個條型孔，供GoStation電池交換站防盜機構使用，將Gogoro智慧電池置入GoStation的插槽並推至底部後，位於圓形防護蓋板後的四個「爪子」會露出並旋轉，扣住智慧電池底部的四個插孔，且綠色提把與電池上蓋的接縫處各有一條倒R角切線，能夠在電池遭受外力過大時斷裂，以防電池遭竊，而倒R角切線能保護維修人員替換電池頂部手把護蓋時免於割傷，從GoStation的防盜機構能夠說明為何Gogoro智慧電池的設計非圓柱體，另外也有防止滾動的考慮。
此外，電池的BMS可成為FOTA更新的媒介，使用者可在GoStation的螢幕選擇更新至新版iQ System，一旦選擇同意更新，Gogoro智慧電池將在凌晨4點自動為Smartscooter進行韌體更新。

### 散熱
電池框架為鋁擠外殼，主要是被動散熱設計，因此如果沒有依賴外部機構主動散熱，在連續高強度充放電時，可能因溫度過高而觸發軟體保護機制而限制輸出。Gogoro在iQ 3.1放寬溫控保護機制，只要處於高電量，於極端溫度下依然能夠維持高強度輸出。不過電池於底部採用蠟作為保護內部組件、緩解衝擊及吸收熱量的材料，但在不當外力撞擊下，因電池放熱而剛好處於液體狀態的蠟會流出，在電池插槽內凝固，使Gogoro電池難以取出。

### 型號
目前流通的Smart Battery有兩種型號，分別為MNG000001、MNG000002，型號標示於新出廠的Smartscooter坐墊轉軸護板處；以及MNG000131與MNG000141，型號印刷於Gogoro智慧電池的側面偏下位置。
| 型號          | 電壓     | 容量             | 電芯製造商 | 電芯尺寸 | 投放年份 | 預期壽命 | 重量     | 備註                                                                                          |
| ------------- | -------- | ---------------- | ---------- | -------- | -------- | -------- | -------- | --------------------------------------------------------------------------------------------- |
| MNG000001     | 43.2Vdc  | 30.3 Ah/1309 Wh  | Panasonic  | 18650    | 2015年   | 8年      | 約9.8kg  | 電池外殼印有「With Panasonic Cells」字樣                                                      |
| MNG000002     | 43.2Vdc  | 32Ah/1382Wh      | LG Chem    | 18650    | 2017年   |          | 約9.1kg  |                                                                                               |
| MNG000131/141 | 43.56Vdc | 37.02Ah/1612.6Wh | Panasonic  | 21700    | 2019年   |          | 約10.1kg | 電池外觀更改為Gogoro Network                                                                  |
| MNG000141     | 43.56Vdc | 39.2Ah/1708Wh    |            | 21700    |          |          | 約12kg   | 2020年3月12日「Essence In Motion」活動中展出，雖然共用MNG000141型號，外殼標示之容量卻略有提升 |

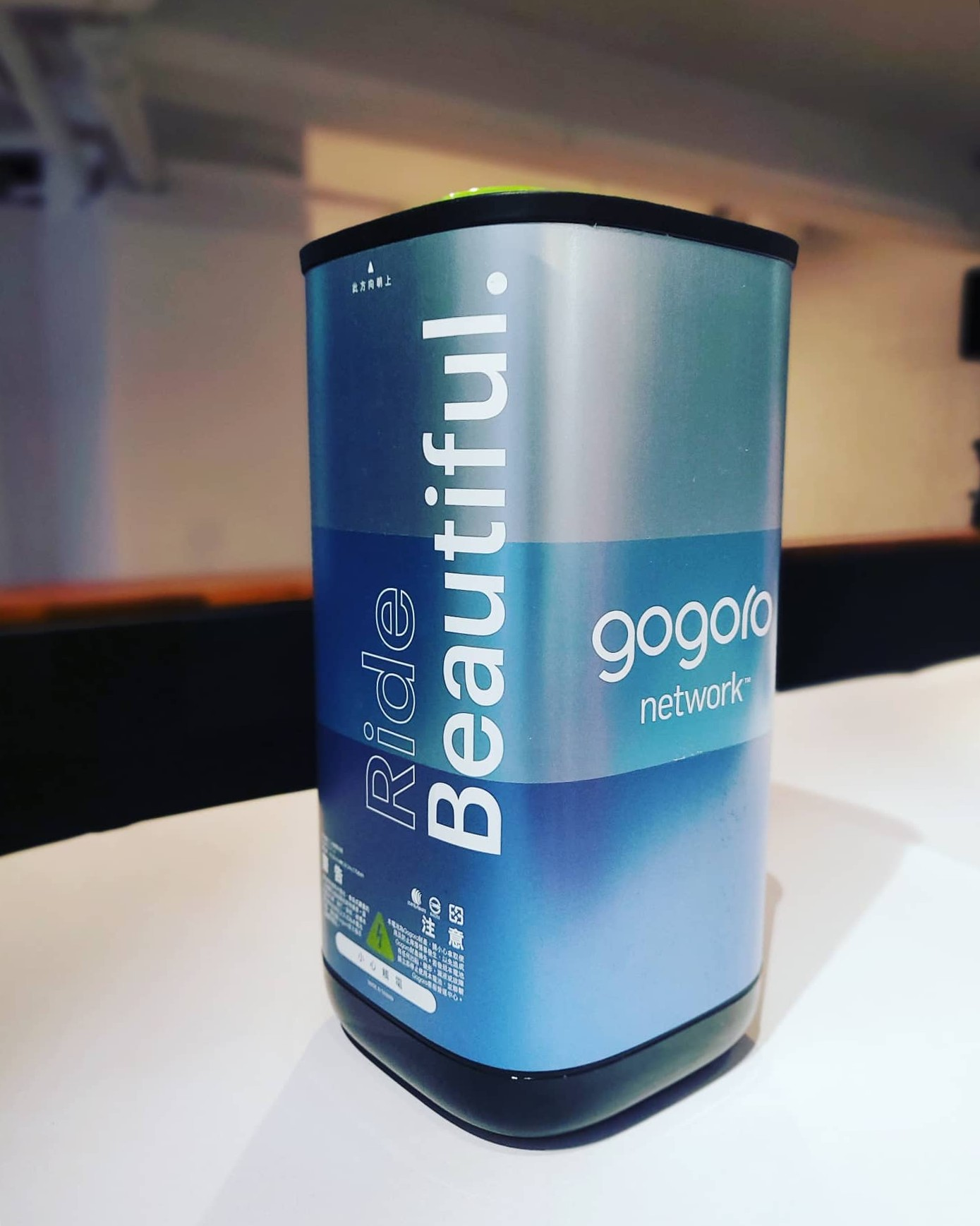
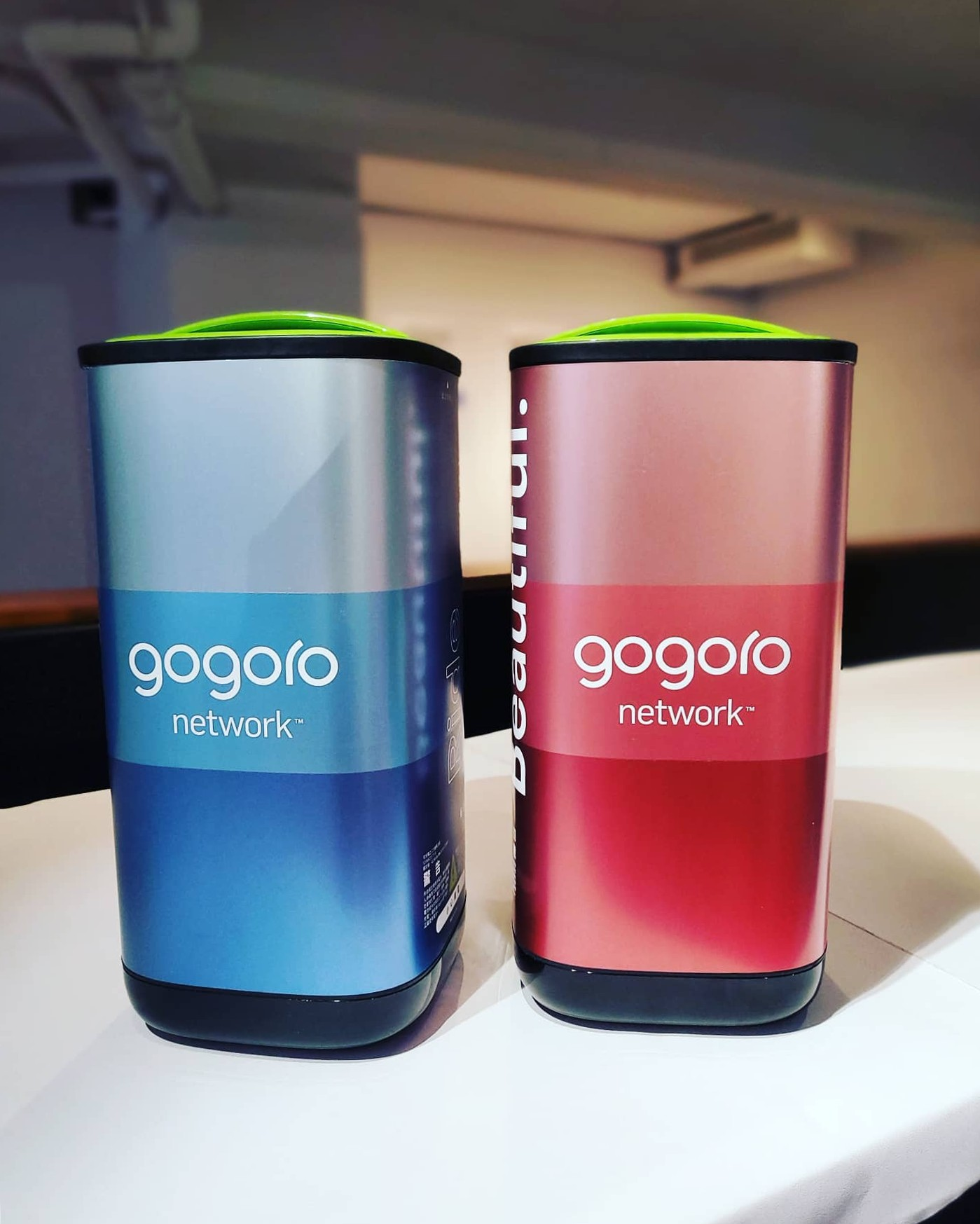
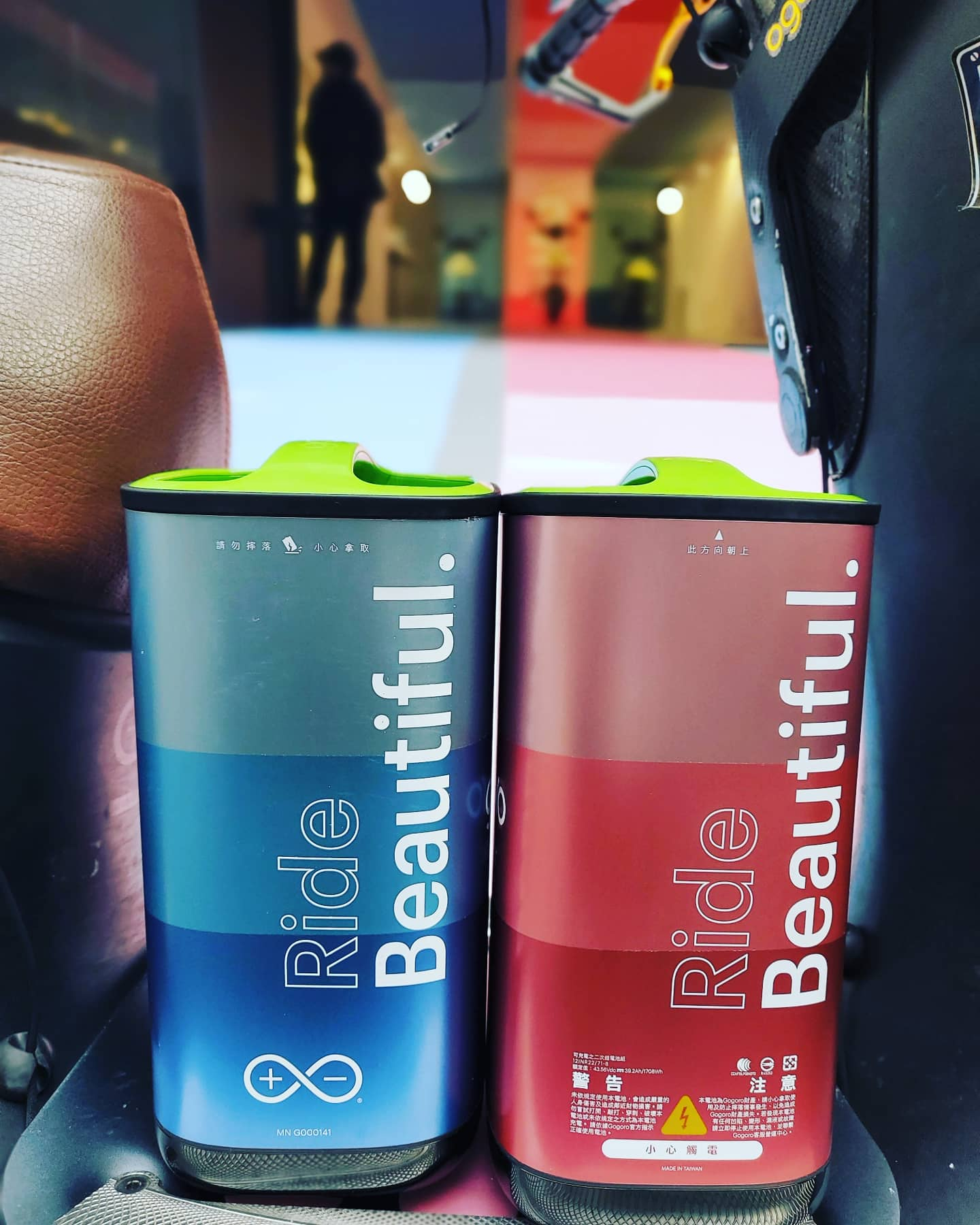
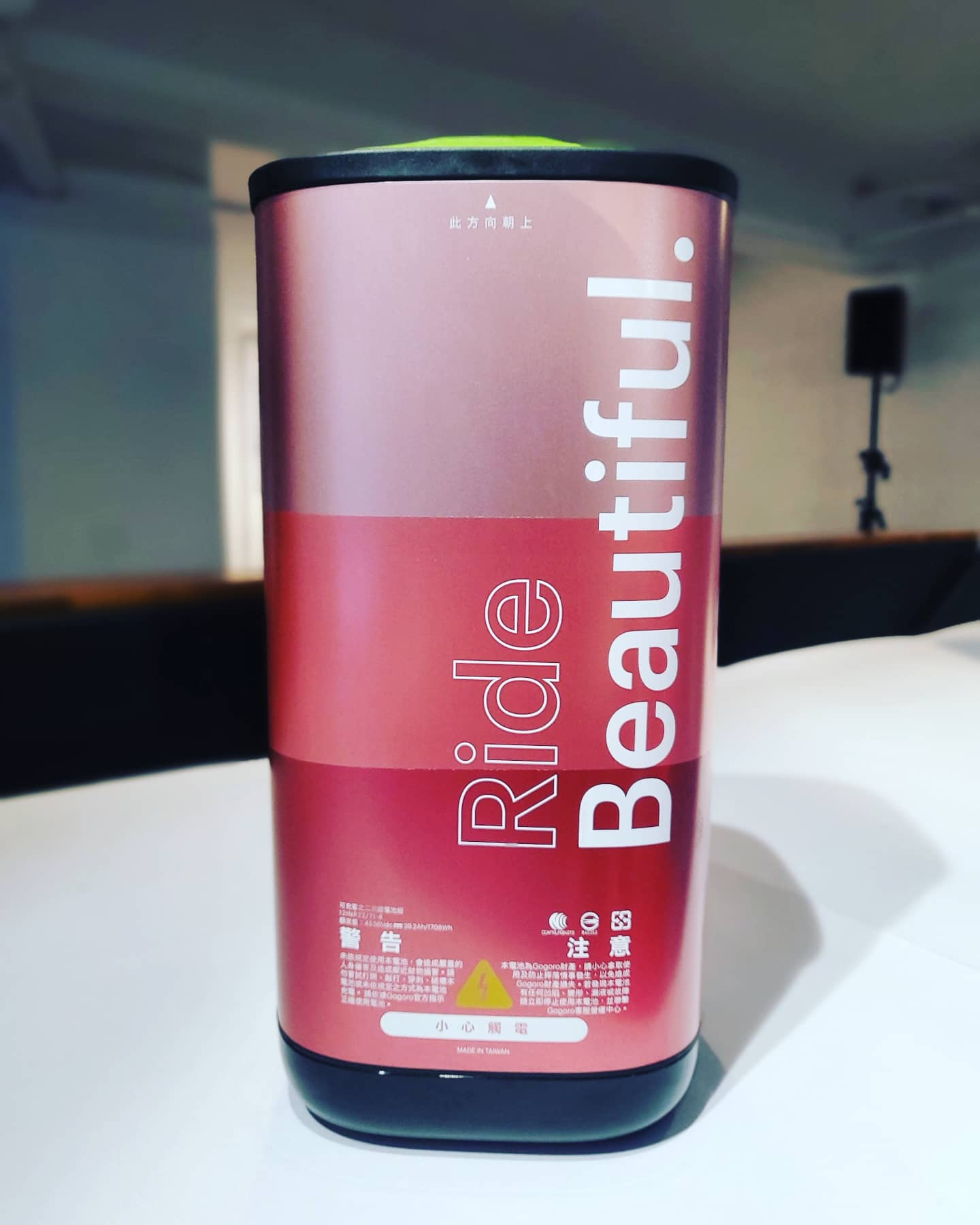
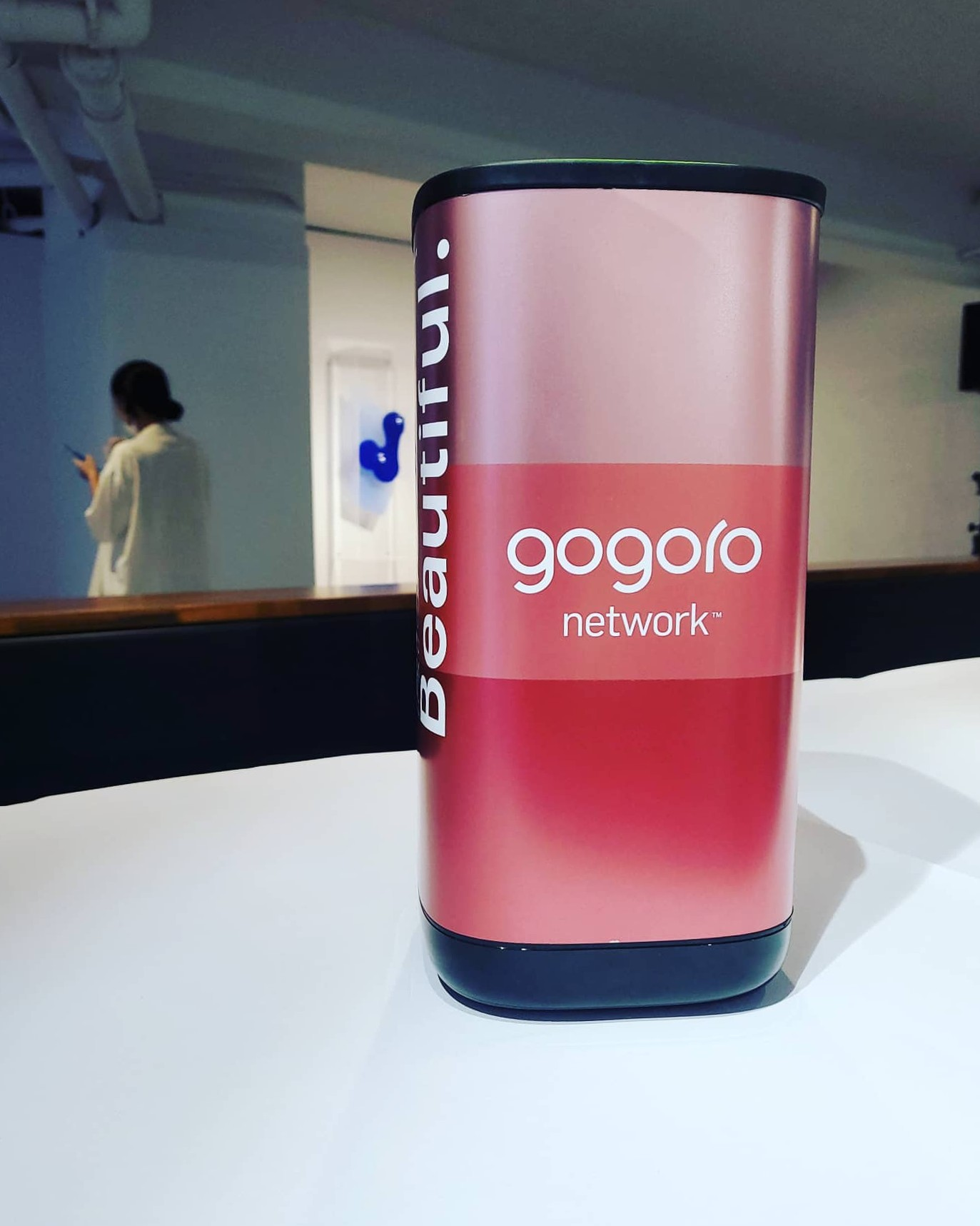
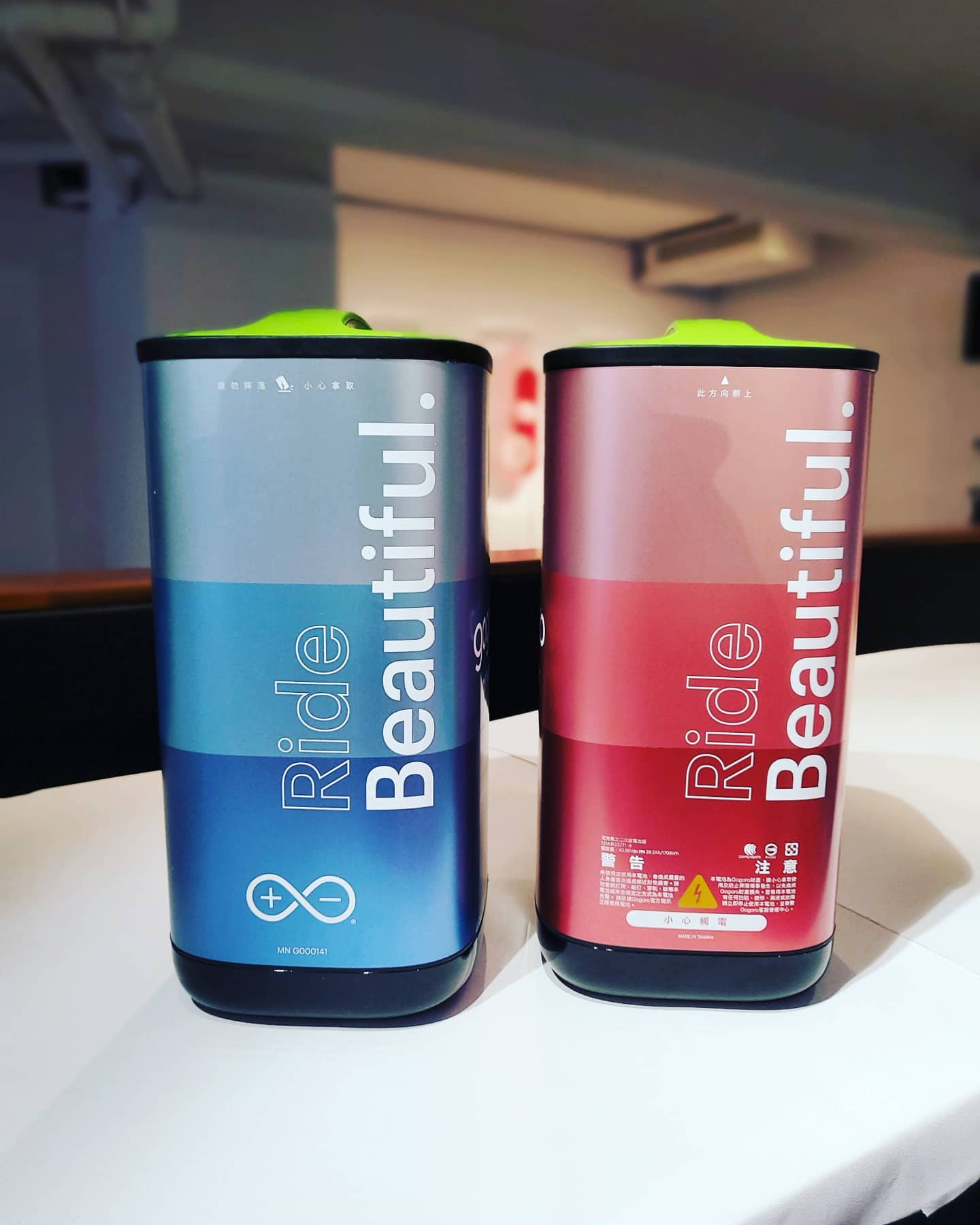
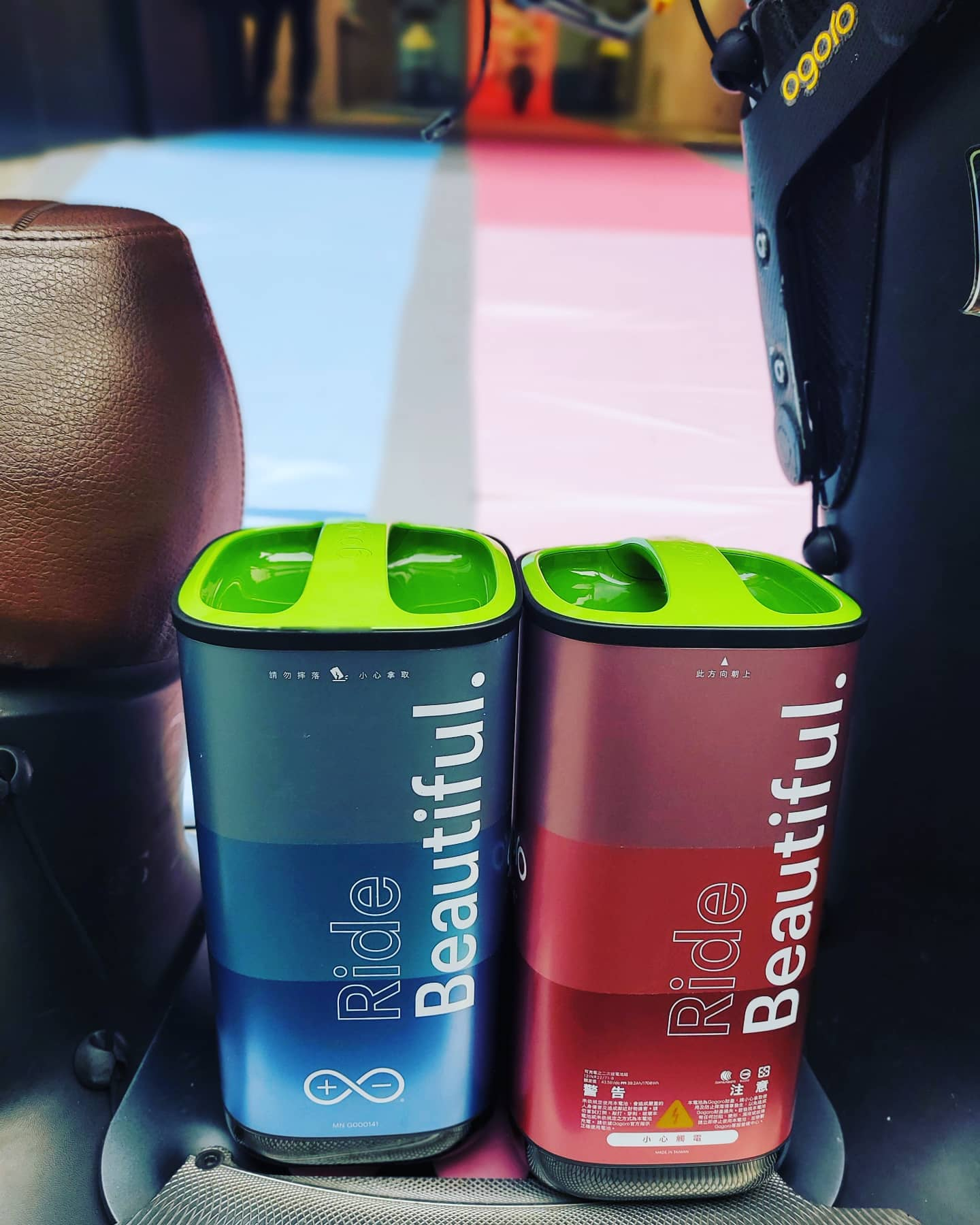
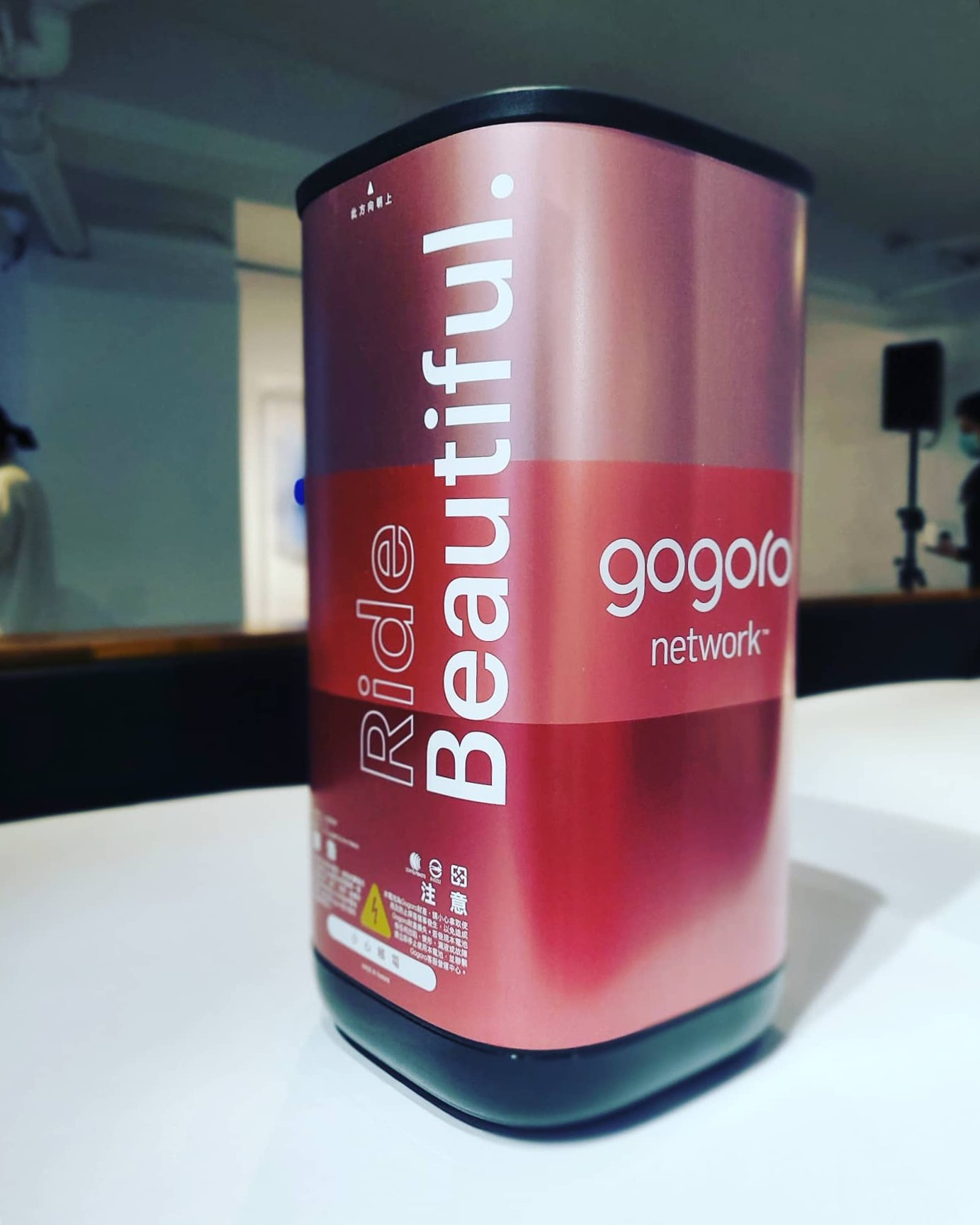
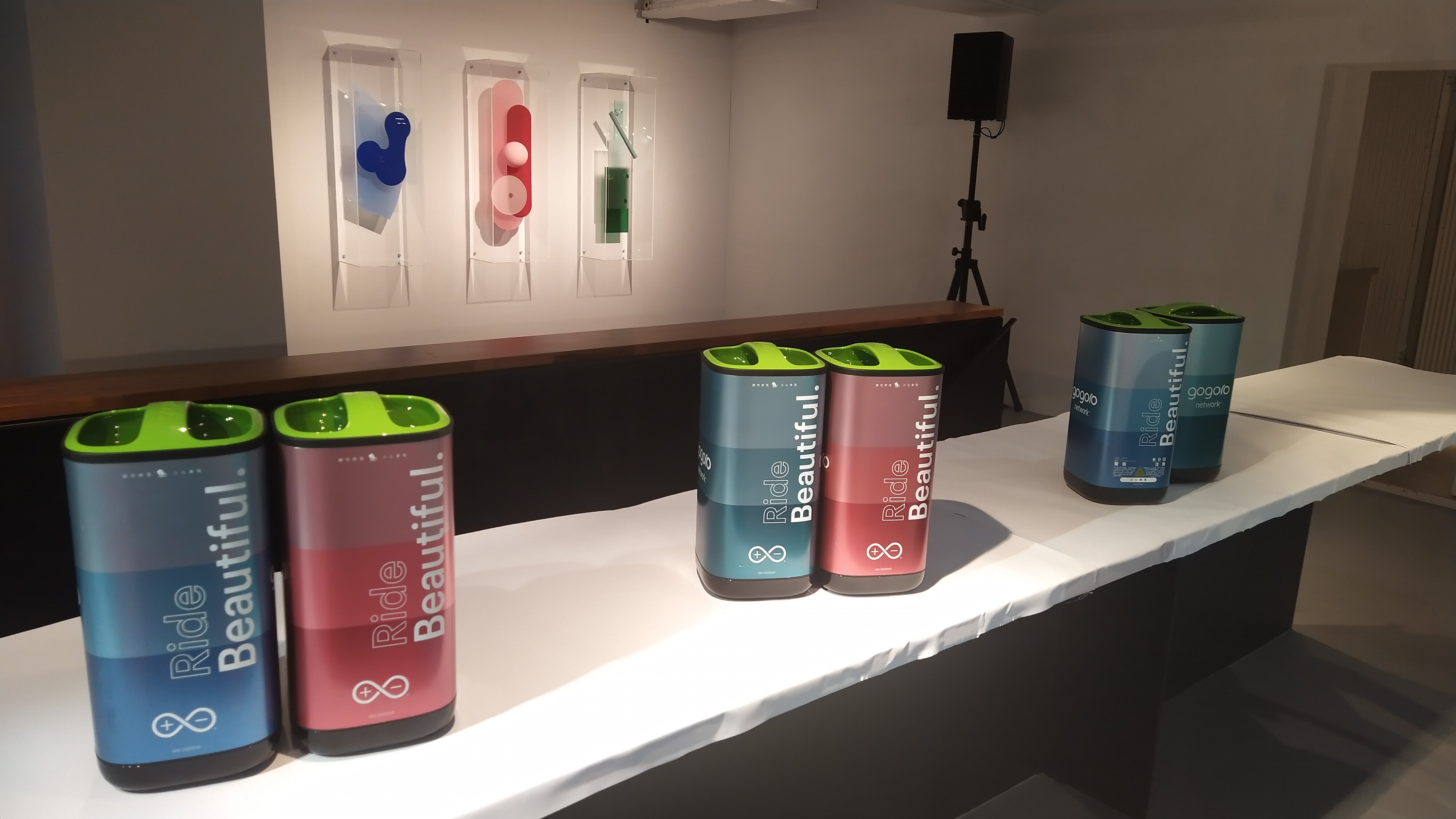

2020年3月12日「Essence In Motion」活動中，Gogoro與Gogoro 3 Delight一同展示的特別款電池，此特別款雖為MNG000141，卻較同型號電池具有更大容量，其外觀以特殊陽極氧化工法製成，而非烤漆或貼上塑膠膜。

## 電池交換站（換電站）

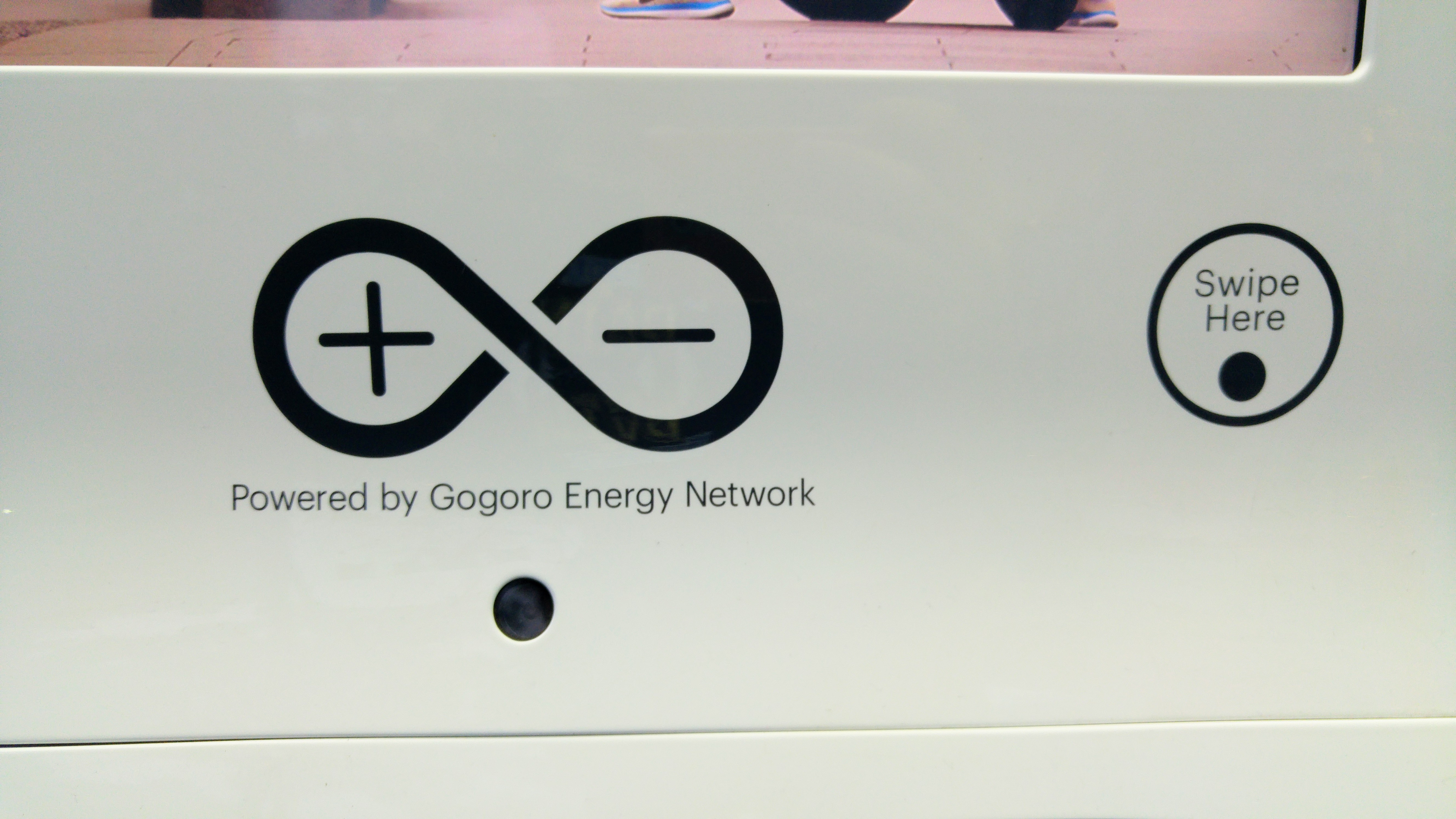
GoStation上的鏡頭能協助警方辦理失竊等事宜，與右側的Swipe Here NFC感應區

GoStation是由Gogoro Network部署的電池交換站，臺灣於2021年目前有10,750座GoStation組成能源網路，提供超過9萬1252 個智慧電池槽位供用戶交換。GoStation機器後方下部鋁質銘版標示的公司名稱為「英屬開曼群島商睿能新動力股份有限公司台灣分公司」，並非「睿能創意股份有限公司」。
GoStation單座機台有8個智慧電池插槽，包括電池插槽、電池插槽部黑色面板、機台下部白色面板、螢幕、機台本體在內都採用模組化設計，擁有快速維修及更換方便的優點。最多支援1母機（有螢幕、鏡頭及Swipe Here感應圈）4子機（無螢幕）的連接方式。於地點許可處可24小時全天提供電池交換，可利用Gogoro App找到距離最近的電池交換站。
進行電池交換時，GoStation會與電池同步行車資料，螢幕顯示電池資訊和騎乘里程，同時檢查車況與提醒保養到期，平時資訊畫面也提供天氣資訊和Gogoro最新的活動促銷及加值服務。Gogoro目前也與加油站、便利商店、大賣場、捷運站等地點合作，不斷持續建置GoStation站點。
2017年7月28日，Gogoro在臺灣新北市八里正式啟用首座太陽能GoStation，除了GoStation電池交換站外，另有一面獨立的螢幕，顯示能源的使用情況。

### 實測
Gogoro宣稱其系統並不會全時使用最大功率為電池充電，而輔以AI大數據的使用，於適當時間（例如離峰時段）及充電速度為智慧電池充電，以減輕電網負擔及延長電池壽命，透過其蒐集的數據，也能進一步預測使用者的行為，針對女性使用者，GoStation盡量調整電池釋放的位置以減輕施力。
在交換電池實測時，GoStation釋出的電池可能不是站內電量最多。GoStation的螢幕除了亮度不足導致陽光下可視度低落，在長期的運作下也會出現烙印、色彩異常的情形。
GoStation使用Windows 7 Embedded作業系統，並擁有OTA（Over The Air）空中升級能力，能在低使用率時段自動完成更新。機體檢修時，一般的軟體設定可透過技師專屬的Key Fob進入，硬體方面則需透過Gogoro的特製鑰匙打開站體下側的維修蓋。
Gogoro在全台灣各地設有監控中心，在遇到電池交換異常如跳電、卡住、多吐電池等情形，工程師可以嘗試遠端遙控排解問題，有時會讓使用者跟從技術客服的指示在GoStation輸入密碼，必要時派遣工程師前往協助排除問題。
GoStation電池插槽並無緊急阻擋使用者置入電池的機構設計，因此在GoStation暫停服務時，使用者可能因為沒有注意螢幕顯示的警告訊息或跳電時的黑畫面，而意外將電池置入「卡彈」。在GoStation電池交換站沒有足夠電力的電池可供交換時，會在螢幕上顯示「電池充電中」訊息，提示使用者至鄰近站點交換電池；若使用者執意進行電池交換，且電量皆低於GoStation站點內的電池時，GoStation會釋出該站點內電量最高的電池，給予使用者足夠電力至其他站點進行交換。
GoStation的Swipe Here感應圈在早期版本會在下方加註「感應這裡」，目前版本已取消該中文提示，根據網友在宜蘭中山門市拍攝的影像，新版GoStation不僅取消「感應這裡」的中文標註，連同英文的「Swipe Here」感應圈也一併移除，但該區域仍然具備NFC感應功能提供維護人員使用，普通車主無法透過Gogoro App或使用iQ智慧鑰匙進行電池預約。

### 性能
不論母機子機，單機輸入電力規格皆為220V 50-60Hz三相三線、最高30A，最大消耗功率為10kW。其散熱風扇及喇叭位於機器後方上部，整座站體的耐候標準為IPX4。
GoStation可以承受多變的天氣情況，根據在台灣地區營運的經驗，尚無因機體受天氣因素而停止運作的案例（暴雪天氣除外），而是由於台電的電力供應出現問題而不得不停止運作。2017年8月15日，發生全台大停電事件，同時造成近全台四分之一的GoStation暫停服務。GoStation雖未宣傳反向輸電能力，但理論上也可以做儲能之用，CES 2018展會的停電事故中，GoStation成功以自身電力持續供應機台運作，成為展場中少數仍保持電力運作的機器。在2021年再度發生全台大停電時，2代站與3代站已經預防此問題，部分站點就保持了2天半左右的持續服務能力，直到站點黑屏不能使用。

### 通訊
GoStation擁有LTE及Wi-Fi連線能力可與Gogoro伺服器連線，另有NFC連線能力與電池交換資料、讀取KeyFob資料進行身分認證、供維修人員快速進入設定介面。

### 預約
由於鋰電池不適合過充的特性，Gogoro Energy Network成立時，推出Gogoro App「預約電池功能」，讓使用者預約，使得電池得以在100%滿額狀態下交換。但隨著Gogoro 2熱銷後，某些地區的GoStation開始出現無力供應龐大數量滿電電池的情況，多數電池未充飽就被換走，加上電池充放電調配技術提升，預約意義已經不大。Gogoro在2017年9月以「預約功能使用率過低」為由，進行App升級並取消「電池預約」的功能。Gogoro官方原有一系列使用操作教學影片，在取消預約功能後也被移除。目前僅能透過舊版Gogoro App進行預約。
隨著iQ 4.0推出，「儀錶板」功能需要配合新版App才能實現，成為目前使用者的誘因，同時也吸引固守舊版本App升級，並放棄預約功能，預約功能漸漸走入歷史。

#### 電池充電中

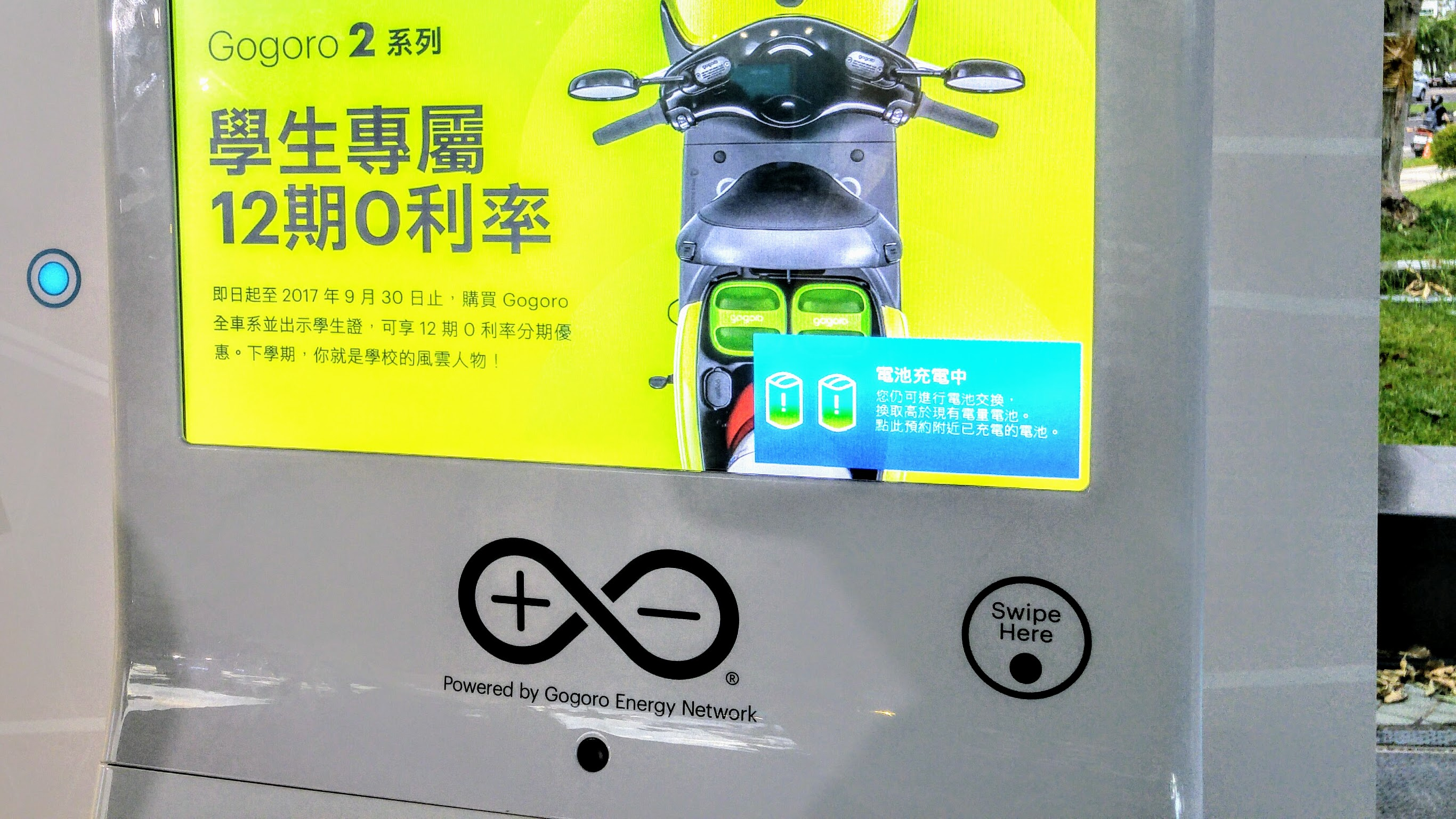
GoStation會在站體內尚無可用電池時在螢幕右下角顯示「電池充電中」圖示，此為舊版藍色漸層方框樣式

GoStation在站內電池尚未充飽時，會在螢幕右下角顯示「電池充電中」的圖示。2017年之後，為避免用戶看到「電池充電中」的圖示，而誤以為無法進行電池交換，因此進行隱藏動作。
2018年，GoStation以OTA更新方式重新啟用「充電中」圖示，並非取消前的藍底漸層方塊樣式，而是白底長條圓角樣式，不僅外觀的不同，功能也有所修改。

#### KeyFob智慧鑰匙
以往點擊「電池充電中」按鈕進入預約電池畫面時，會於地圖上顯示附近的GoStation，輔以動畫提示使用者將 KeyFob智慧無線鑰匙靠近GoStation螢幕右下方的「Swipe Here」圓圈，完成身分認證並進行下一站的電池預約；2018年版本在點擊後，只會在地圖上顯示鄰近GoStation（地圖資料使用OpenStreetMap），並附上該站地址及可用電池數量，過往的感應鑰匙預約電池已不復見。
GoStation移除KeyFob智慧鑰匙的電池預約功能後，其NFC功能只能讓技師診斷、升級其韌體。Gogoro曾經短暫實行一項功能，即讓一般車主點擊GoStation螢幕的提示訊息並感應KeyFob智慧鑰匙，將廣告資訊傳遞至手機供離開後繼續瀏覽，然而現今已經停止。

### 換電站版本

#### Super GoStation 超級電池交換站
Gogoro因應日益成長的電池交換需求，2017年底預告推出「1+1」GoStation，即在高需求地點設置兩座1母機4子機的GoStation。2018年3月30日的Born Ready媒體記者會中，Gogoro將其稱為Super GoStation超級電池交換站，目前已有60座。針對特定極高需求站點，Gogoro甚至部署三座1母機4子機的GoStation電池交換站，計120以上電池槽位。

#### GoStation 2.0
2018年3月30日，Gogoro在媒體記者會發表GoStation 2.0，以815全台大停電事件說明穩定供應服務的重要性。GoStation 2.0在市電供應異常時，能依賴自主電力維持最長48小時的營運。市電供應中斷時，GoStation 2.0僅維持資料傳輸及電池交換，停止電池充電，遇到網路中斷時會暫存資料於站體內，等待網路回復時，回傳Gogoro伺服器。
2018年6月開始，GoStation 2.0部屬至Gogoro Network，但不會將現有GoStation全面更新為GoStation 2.0。

#### GoStation 3.0
2019年9月19日，Gogoro Network發表GoStation 3.0，主要特色為提升電池容納數量，同時縮小佈建換電站所需的空間。GoStation 3.0捨棄過往的彎腰的外觀設計，縮小螢幕尺寸，以矩形機身取代折線造型，換取50%的Gogoro智慧電池容納密度提升，同時站點所佔用的面積、空間下降，滿足都市中持續增長的服務人數，並進一步提高自主供電時間至64小時，以應對市電中斷，散熱方式亦獲得改善。

## 充電器

### GoCharger 家用座充

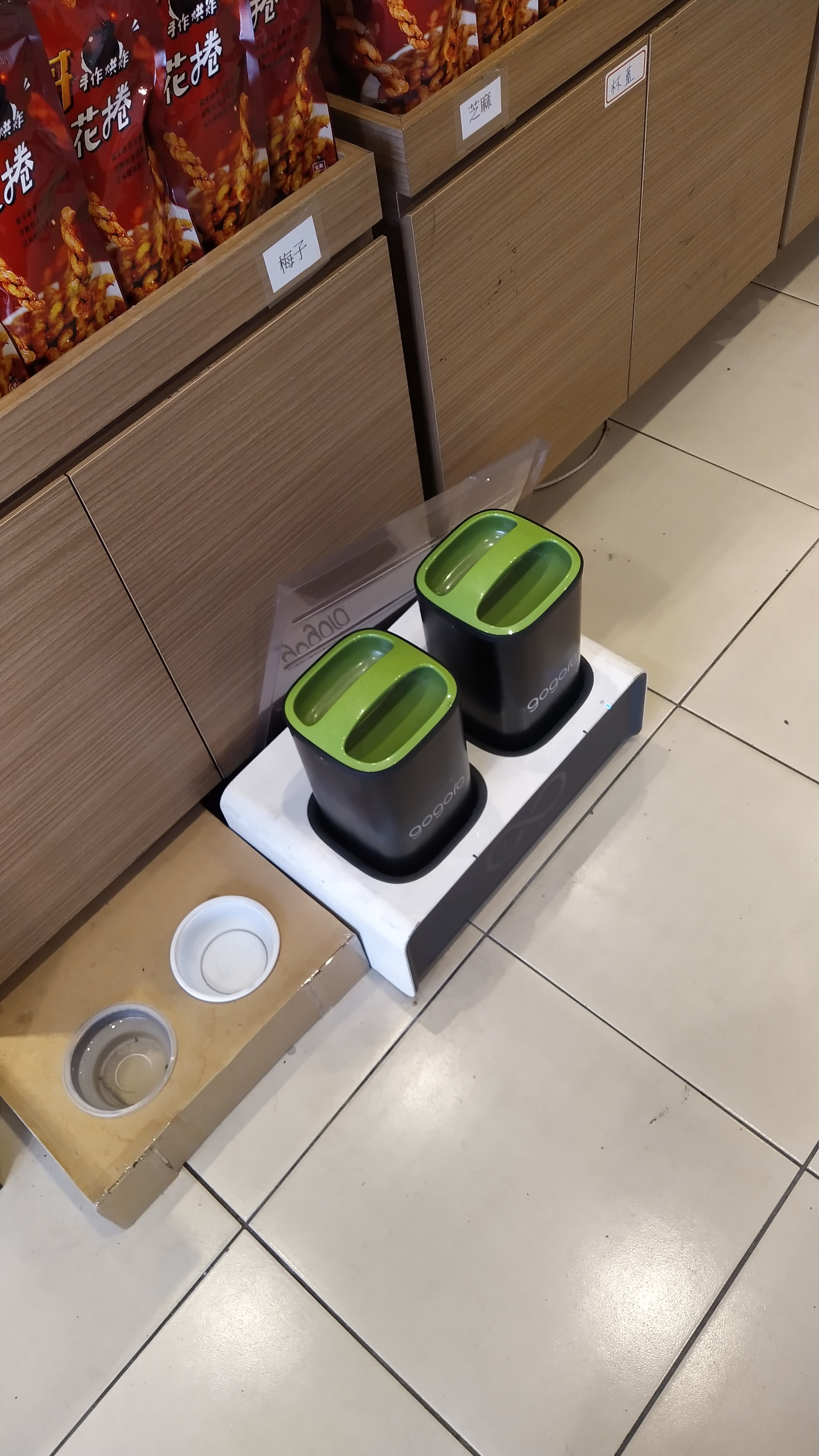
使用GoCharger在自家充電中的Gogoro電池

2015年6月25日，Gogoro獨特的換電式設計引發許多質疑及負面評論，特別是部分偏遠地區消費者反應難以換到電，因而發表聲明承諾將會開發在室內車庫也能充電的設備。Gogoro於CES 2016展會上發佈GoCharger家庭租借服務，使Gogoro Enegry Network成為充、換電並行的系統，並於同年8月開放商家申請設置為GoCharger快速充電站，但並未開放消費者購買使用。2017年初，為彌補台灣南部市場能源補給困難的問題，Gogoro進一步開放特定地區使用者租借GoCharger（型號GC11）及GoCharger Plus（型號GC12）智慧電池充電座，以月租方式收費，使用者需要聯網認證，仍須承擔損毀該租賃電池的賠償責任。2017年5月，Gogoro將GoCharger站點從地圖上移除，確認在其階段性任務達成後，將不再與合作夥伴續約。
2018年8月10日，Gogoro宣布發售GoCharger智慧電池快充座，發售則為買斷制，並更名為GoCharger標準座及GoCharger快充座。而且GoCharger在完成電池認證後，即便中斷網路連線仍能正常充電，顯示其聯網的主要目的在於電池認證，且充電控制非由Gogoro伺服器進行處理。GoCharger並無取消Sport性能加值的權限，即便Sport租約過期，依舊能夠使用Sport性能加值權限的電池，此漏洞經Gogoro官方客服證實，只有GoStation擁有寫入或消除Sport使用權限的能力。透過Gogoro App挖掘的代碼顯示，GoCharger具有替Gogoro智慧電池更新韌體的能力。

### GoCharger Mobile

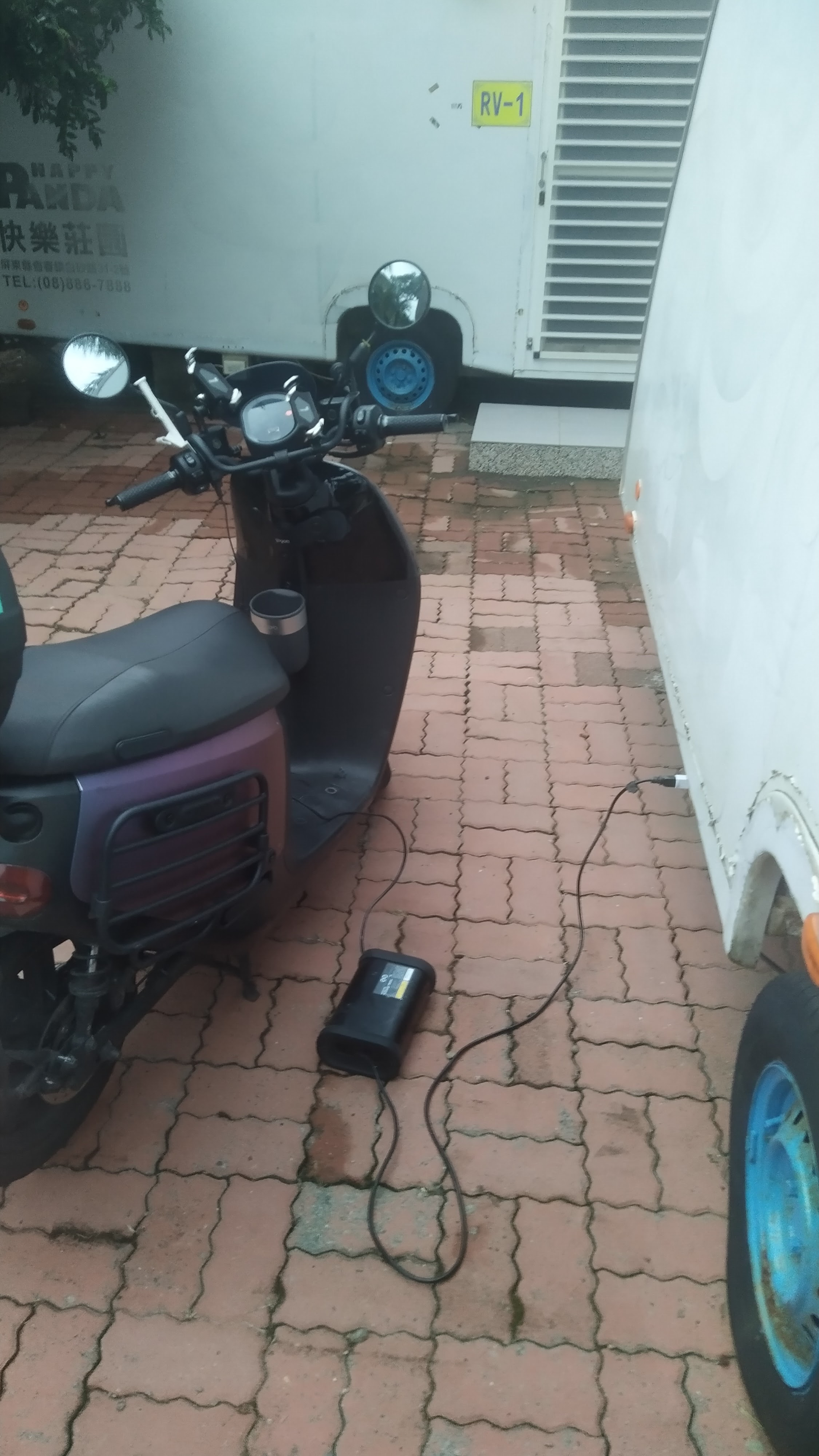
Gogoro 2系列可使用GoCharger Mobile，利用露營車作為電源供電

2018年3月30日，Gogoro正式發表GoCharger Mobile充電模式，作為無法換電時的解決方案，適用車型為Gogoro 2 Series以後的車款，不支援Gogoro 1 Series（含S Performance）、Gogoro SuperSport (全車種)及Gogoro Delight。
Gogoro 2設計過程中已考量GoCharger Mobile隨車充電器，在車廂預留孔位及走線，購買充電器時需要將車輛回廠安裝充電器車端接頭組。GoCharger Mobile去除Gogoro智慧電池底座，充電速度、功能與GoCharger相比有所刪減，並且去除網路通訊模組，轉而將認證過程交由ECU與Gogoro App進行通訊。
雖然Gogoro 2之後的系列開始具備自行充電能力，消費者必須在購買專用車端充電頭, 且交由服務中心安裝。GoCharger Mobile充電器雖然為買斷，但電池仍為租賃方式，使用者為Gogoro智慧電池充電時，需要自行負擔充電成本，月租費並不會因此而折抵。
另有新款的GoCharger® Mobile Plus快充版，輸出功率可達一千瓦。
GoCharger® Mobile 隨車電池充電器 規格諸元
- 產品型號：GC21
- 輸入電壓：100V-120Vac 50/60Hz（不支援220V插頭）
- 最大輸入電流：4.5A
- 最大輸入功率：445W
- 最大輸出功率：400W
- 最大輸出電流：4A
- 輸出至單顆 Gogoro 智慧電池最大功率：201.2W （依照50.3V 4A計算）
- 輸出至單顆 Gogoro 智慧電池電壓：50.3Vdc
- 操作溫度：-10~45°C
- 外觀尺寸：230mm x 153mm x 83.4mm
- 重量：2.5kg

隨車電池充電器快充版 規格諸元
- 輸入電壓：100 - 240 V 50/60Hz
- 最大輸入電流：11.5A
- 最大輸入功率：1150W
- 操作溫度：-10~45°C
- 外觀尺寸：259mm x 88.3mm x 167.9mm
- 重量：5.5kg

## 應用程式

### Gogoro
Gogoro提供Android、iOS、watchOS作業系統使用的Gogoro App，提供車主設定、查看、變更、預約、尋找電池交換站等多種功能。只有在Gogoro官方網站註冊的帳號，並經過工作人員綁定車籍資料後，才可登入Gogoro App。
Gogoro App某些功能需要透過遠端開啟權限才能使用，如GoCharger、GoCharger Mobile的相關功能。每輛Gogoro Smartscooter僅能配對兩個KeyFob智慧鑰匙及一個Gogoro App客戶端，除了歐洲地區Coup車輛外，其餘車輛（包括日本Go Share及小琉球尚美租車）並不支援分享數位鑰匙。
Gogoro App能夠將更新檔上傳至行車電腦（Electric Control Unit，ECU），進而達成空中韌體下載（Firmware Over The Air，FOTA）更新。

### Gogoro Network
- PGO EQ：PGO。
- YAMAHA LIFE EV APP：台灣山葉。
- Y-connect TWN for EV：台灣山葉。
- CROXERA：Aeonmotor。

## PBGN 換電聯盟
PBGN（Powered By Gogoro Network）聯盟目前有Gogoro、eReady、PGO、Yamaha、AeonMotor、EMOVING、雅迪 等品牌的旗下電動機車加入此聯盟，統一電池規格加強使用者的便利性。而除了電動機車之外，PBGN 同時也可用於公有設施的不斷電系統。例如路燈、號誌燈、停車柱等設施遇到停電時，可於市電恢復之前持續提供電力。
| PBGN 合作公司列表                    | PBGN 合作公司列表              | PBGN 合作公司列表 | PBGN 合作公司列表                                                           |
| 合作公司                             | 營運區域                       | 支援之產品與服務 | 備註                                                                        |
| ------------------------------------ | ------------------------------ | --- | --------------------------------------------------------------------------- |
| Gogoro                               | 中華民國                       | 販售車款： - S1、S2、S3（停產）/ SuperSport 系列 - 1（停產）系列 - 2（停產）/ Premium 系列 - 3（停產）/ VIVA XL 系列 - VIVA（停產）/ JEGO（停產）/ EZZY 系列 - VIVA MIX / Delight 系列 - CrossOver 系列 - Pulse 系列 | GoStation： - 台灣本島 - 澎湖 - 金門                                        |
| Gogoro Network （Gogoro子公司）      | 中華民國                       | - GoStation 營運 |                                                                             |
| GoShare （Gogoro子公司）             | 中華民國                       | 共享機車租賃服務之車款： - Gogoro 2 - Gogoro 3 - Gogoro VIVA MIX - 宏佳騰 Ai-1 Comfort | 服務範圍： - 台北 - 新北 - 桃園 - 新竹 - 台中 - 高雄 - 雲林 - 台南          |
| eReady                               | 中華民國                       | - Fun 系列 - Run 系列 | - 2020 合作新聞發佈                                                         |
| PGO                                  | 中華民國                       | - Ur1 系列 - Ur2 Plus 系列（綠牌） | - 2018 合作新聞發佈 - 2019 合作車款Ur1首發                                  |
| AeonMotor                            | 中華民國                       | - Ai-1 系列 - Ai-2 系列（三輪車） - Ai-3 系列 - Ai-4 系列（綠牌） - EV-C1（韓國設計 2024 Q3 導入銷售） | - 2018 合作新聞發佈 - 2019 合作車款Ai-1首發                                 |
| YAMAHA                               | 中華民國                       | - EC-05 - EMF | - 2018 合作新聞發佈 - 2019 合作車款EC-05首發 - 2022 EMF新聞發佈             |
| eMOVING                              | 中華民國                       | - EZ1（綠牌） - EZ-R | - 2020 合作新聞發佈 - 2021 EZ1新聞發佈 2023 EZ-R新聞發佈                    |
| 威速登 AWAYSPEED                     | 中華民國                       | - 金卡多電動三輪車 E-Trike USD-01 | - 2020 新聞                                                                 |
| EcoLumina Technologies               | 中華民國                       | - 智慧停車柱 | - 2021 新聞                                                                 |
| 遠傳                                 | 中華民國                       | - 智慧交通號誌不斷電系統 | - 2022 新聞 - 2023 新聞                                                     |
| Enel X                               | 中華民國                       | - 虛擬電廠（Virtual Power Plant，簡稱VPP） | - 2023 新聞                                                                 |
| 雅迪                                 | 中国                           | - 雅迪 換電獸01/01 MAX - 雅迪 換電車DE8 - 雅迪 換電車DM6 - 雅迪 換電車DQ6 - 雅迪 換電車DT3 - 雅迪 換電獸02/02 MAX - 雅迪 VFLY L80K換電版                                                                             | - 2021 愛換換能源 杭州 首發，後拓點 無錫、昆明。                            |
| 住友商事                             | 日本                           | - Go Share 租車服務 | - 2017 石垣島 營運 - 2019 GoShare 品牌在台正式成立                          |
| COUP （Bosch子公司）                 | 德国                           | - 共享機車服務（人工換電） | - COUP 2016 柏林、巴黎、馬德里 - COUP 2019 十一月結束營運。                 |
| Tier Mobility                        | 德国                           | - 共享機車服務（人工換電） | - Tier Mobility 2020 二月接手並營運。 - Tier Mobility 2022 十二月結束營運。 |
| TIC Corporation                      |                                | - Gogoro 2 Utility 外送服務（商用車） | - 2019 首爾                                                                 |
| GenStation                           | - GenStation EV-C1（原型車）   | - 2023 韓國首爾車展 |                                                                             |
| Bikebank                             | - Dotstation門市銷售Gogoro車款 | - 2023 Q3 韓國 |                                                                             |
| PT Gojek Indonesia                   | 印度尼西亞                     | - 二輪叫車服務（商用車） | - 2023 雅加達                                                               |
| Metro Motor                          | 以色列                         | - Gogoro 2 Plus - Gogoro S2 ABS | - 2022 新聞                                                                 |
| 怡和合發                             | 新加坡                         | - foodpanda 外送服務（商用車） | - 2023                                                                      |
| Cycle & Carriage 2-Wheeler Pte. Ltd. | 新加坡                         | - Gogoro SuperSport - Gogoro Premium - Gogoro VIVA MIX | - 2024 Q4                                                                   |
| Goble集團                            | 菲律賓                         | - SuperSport - 2 Premium - Delight - VIVA MIX - VIVA - S1 | - 2023 Q4 馬尼拉                                                            |
| 英雄摩托車公司                       | 印度                           | - 為印度市場開發基於PBGN的可交換電池電動車輛 | - 2021                                                                      |
| Belrise Industries                   | 印度                           | - Zypp Electric B2B服務 | - 2023 古爾岡、德里                                                         |
| 印度斯坦石油公司                     | 印度                           | - 提供旗下加油站設置電池交換站 | - 2024                                                                      |
| Empresas Copec                       | 智利                           | - 為當地物流業者提供電池交換服務 - Gogoro 2（台灣2021年式以前的版本）販售 | - 2024 Q2                                                                   |
| Empresas Copec                       | 哥伦比亚                       | - 為當地物流業者提供電池交換服務 - Gogoro 2（台灣2021年式以前的版本）販售 | - 2024 Q2                                                                   |
| Nebula Energy                        | 尼泊尔                         | - Gogoro Pulse - Gogoro JEGO - Gogoro CrossOver GX250 | - 2024 Q4 - 興建45座電池交換站於加德滿都谷地                                |